# Johann Georg Kummer

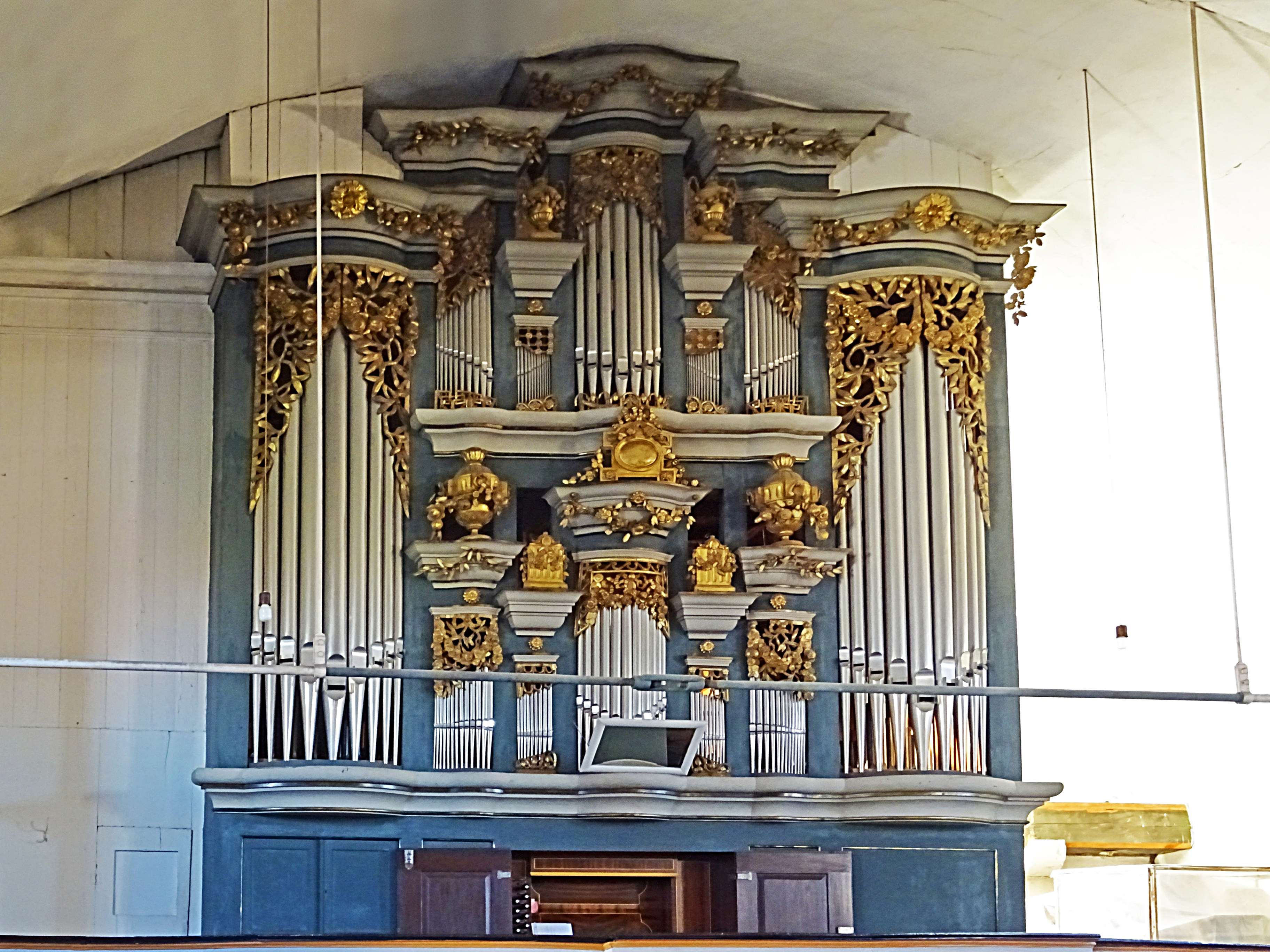
Orgel der Andreaskirche Erfurt

Johann Georg Kummer (* um 1720 in Erlau; † nach 1802) war ein deutscher Orgelbauer, der von 1776 bis 1802 in Dachwig, Thüringen, tätig war.

## Leben
Johann Georg Kummer machte um 1775 seine Ausbildung in der Werkstatt von Johann Michael Wagner und erhielt für seine guten Leistungen ein „Fürstliches Orgelbauprivileg“. 1760 machte er sich mit einer eigenen Werkstatt in Dachwig als Orgelbauer selbständig. Von ihm wird berichtet, dass er „in Erfurt(er) Kirchen beachtliche Klangkörper schuf“. Ferner baute er zahlreiche kleinere Orgeln in den Dorfkirchen der Umgebung. 1794 war er in Erfurt gemeldet und erhielt ein erneutes Privileg der Ephorie Saalfeld.
Kummer gilt als Begründer der Dachwiger Orgelbautradition, aus der Orgelbauer wie Johann Michael Hesse, Ernst Ludwig Hesse, Georg Andreas Hesse, Ernst Siegfried Hesse, Johann Michael Hesse II., Julius Hesse (Orgelbauer), Karl Hickmann, Albin Hickmann, Georg Hoecke, Max Andreas und Alfred Andreas hervorgingen. Im 19. Jahrhundert waren bis zu 50 Personen in Dachwig mit Orgelbau beschäftigt. 1951 wurde dort der Orgelbau eingestellt.

## Werke (Auswahl)
Ein großes „P“ steht für ein selbstständiges Pedal, ein kleines „p“ für ein angehängtes Pedal. Eine Kursivierung zeigt an, dass die betreffende Orgel nicht mehr erhalten ist oder lediglich noch der Prospekt aus der Werkstatt stammt.
| Jahr    | Ort                       | Gebäude      | Bild | Manuale | Register | Bemerkungen |
| ------- | ------------------------- | ------------ | ---- | ------- | -------- | --- |
| 1773    | Azmannsdorf               | St. Cyriakus |      | II/P    | 16       | Neubau |
| 1787    | Erfurt                    | St. Andreas  |      |         |          | Neubau, Prospekt von Kummer erhalten, Umbau durch die Fa. Voigt aus Bad Liebenwerda unter Erhaltung der alten Substanz (1989 IIP/25) |
| 1790    | Gispersleben              | St. Viti     |      | II/P    | 19       | Neubau → Orgel |
| 1792    | Gamstädt                  | St. Michael  |      | II/P    | 19       | Neubau |
| 1795    | Nohra                     | St. Peter    |      | II/P    | 20       | Neubau → Orgel |
| 1796    | Gorndorf                  | St. Marien   |      | I/P     | 12       | Neubau |
| um 1798 | Hütten                    | Dorfkirche   |      | I/P     | 10       | Neubau, 2000 restauriert durch Rösel & Hercher Orgelbau → Orgel                                                                      |
| 1802    | St. Kilian (Schleusingen) | St. Kilian   |      |         |          | Neubau |